# Adolf Appellöf
Jakob Johan Adolf Appellöf, född 2 november 1857 i Garde socken, Gotland, död 5 januari 1921 i Uppsala, var en svensk marinzoolog, som bidrog avsevärt till den embryologiska forskningen om bläckfiskar och sjöanemoner.

## Biografi
Adolf Appellöf föddes på Gotland som son till kyrkoherden Johan Fredrik Appellöf och hans hustru Sofia Adolfina Maria Bolin. Han tog mogenhetsexamen i Visby 1877 och inskrevs därefter vid Uppsala universitet, där han disputerade för doktorsgrad 1886. Året därpå fick han tjänst där som docent i zoologi. År 1890 utnämndes han till konservator vid Bergens museum och blev där föreståndare för dess zoologiska avdelning 1907. År 1910 återkom han till Sverige efter att ha utsetts till professor i Uppsala i komparativ anatomi. 
I den egenskapen grundade han Klubbans biologiska station vid Fiskebäckskil, Sveriges västkust, som kunde åstadkommas genom en frikostig donation av konsul Robert Bünsow. Vid denna station utvecklades marinbiologin som modern vetenskaplig disciplin vid Uppsala universitet. Appellöf invaldes som ledamot av Kungliga Vetenskapsakademien 1919. I sin forskning sysslade Appellöf främst med dels ryggradslösa djurs embryonala utveckling, dels hummern, där han gjorde upptäckter som fick betydelse för fiskeregleringen.
Bland hans vetenskapliga arbeten märks flera viktiga bidrag till kännedomen om huvudfotingarna: Die Schalen von Sepia, Spirula und Nautilus, Studien über ihren Bau und Wachsthum (i Vetenskapsakademiens handlingar 1893), Teuthologische Beiträge 1–4 (1889–92, i Bergens museums aarsberetning och aarbog), Cephalopoden von Ternate (i "Abhandlungen der Senckenbergischen Gesellschaft Frankfurt", 1898), Über das Vorkommen innerer Schalen bei Octopoda (i Bergens museums aarbog 1899). Av övriga skrifter kan nämnas: Ueber einige Resultate der Kreuzbefruchtung bei Knochenfischen (ibidem 1894–95), Zur Kenntnis der Edvardsien (ibid. 1891) och Über Aktinienentwickelung (ibidem 1900).
Han var far till skådespelaren Olga Appellöf. De är begravda på Uppsala gamla kyrkogård.